# Taflfélag Bolungarvíkur
Taflfélag Bolungarvíkur – islandzki klub szachowy z siedzibą w Bolungarvíku, czterokrotny mistrz kraju.

## Historia
Klub powstał w 1901 roku. W 2008 roku zespół zadebiutował w Pucharze Europy. Klub wygrał wówczas z Le Cavalier Differdange, VŠŠSM Wilno i Butrinti Saranda, zremisował z ŠK Panevėžys i przegrał z Magikiem Mérida, Alkaloidem Skopje i SF Reichenstein, zajmując w klasyfikacji końcowej 36. miejsce. W 2009 roku klub był 25. w Pucharze Europy, a w sezonie 2011 został sklasyfikowany na 14. pozycji. W latach 2009–2012 cztery razy z rzędu klub zdobył mistrzostwo Islandii, a sezon 2012/2013 ukończył na trzecim miejscu. We wrześniu 2017 roku klub połączył się ze Skákdeild Breiðabliks.
Zawodnikami klubu byli m.in. Jón Árnason, Dagur Arngrímsson, Wołodymyr Bakłan, Stelios Chalkias, Swietłana Czeredniczenko, Jóhann Hjartarson, Stefán Kristjánsson, Jurij Kryworuczko, Jurij Kuzubow, Luke McShane, Normunds Miezis, Yannick Pelletier, Bragi Þorfinnsson, Þröstur Þórhallsson i Loek van Wely.